# Dejan Karan
Dejan Karan (in serbo Дејан Каран?; Novi Sad, 25 agosto 1988) è un ex calciatore serbo, di ruolo difensore.